# Luigi il Barbuto
Luigi (o Ludovico) il Barbuto (in tedesco Ludwig der Bärtige) o Luigi (o Ludovico) con la Barba (in tedesco Ludwig mit dem Bart; in latino Ludovicus cum barba) (1020 circa – Magonza, 1080 circa) fu l'antenato della dinastia dei Ludovingi a cui appartennero i langravi medievali di Turingia.

## Origini
I Ludovingi provenivano dalla zona del Meno intorno a Lohr e Aschaffenburg in Franconia ed erano in stretto contatto con gli arcivescovi di Magonza, signori temporali della città di Erfurt dal X secoli. Durante il pieno Medioevo, fino alla morte del langravi Enrico Raspe nel 1247, regnarono su una parte importante della Turingia e dell'Assia.
L'ascendenza di Luigi il Barbuto e di suo fratello Ugo rimane sconosciuta. Secondo l'Annalista Saxo, Luigi e il fratello Ugo avevano uno zio materno di nome Hamzo, canonico ad Halberstadt: tuttavia il nome dei genitori rimane sconosciuto. Sembra che appartenessero a una famiglia residente nella regione dell'abbazia benedettina di Schönrain sul Meno (oggi sul territorio comunale di Gemünden) che sarà oggetto di ricche donazioni da parte dei figli di Luigi durante la lotta per le investiture nell'XI secolo. Le vecchie ipotesi che volevano la dinastia discendere dalla dinastia salica o addirittura dei carolingi, oppure quella che la vuole imparentata con i conti di Rieneck, oppure quella controversa dello storico Armin Wolf che collegò i Ludovingi al conte Luigi di Montbelliard, sono oggi non ritenute valide.

## Biografia

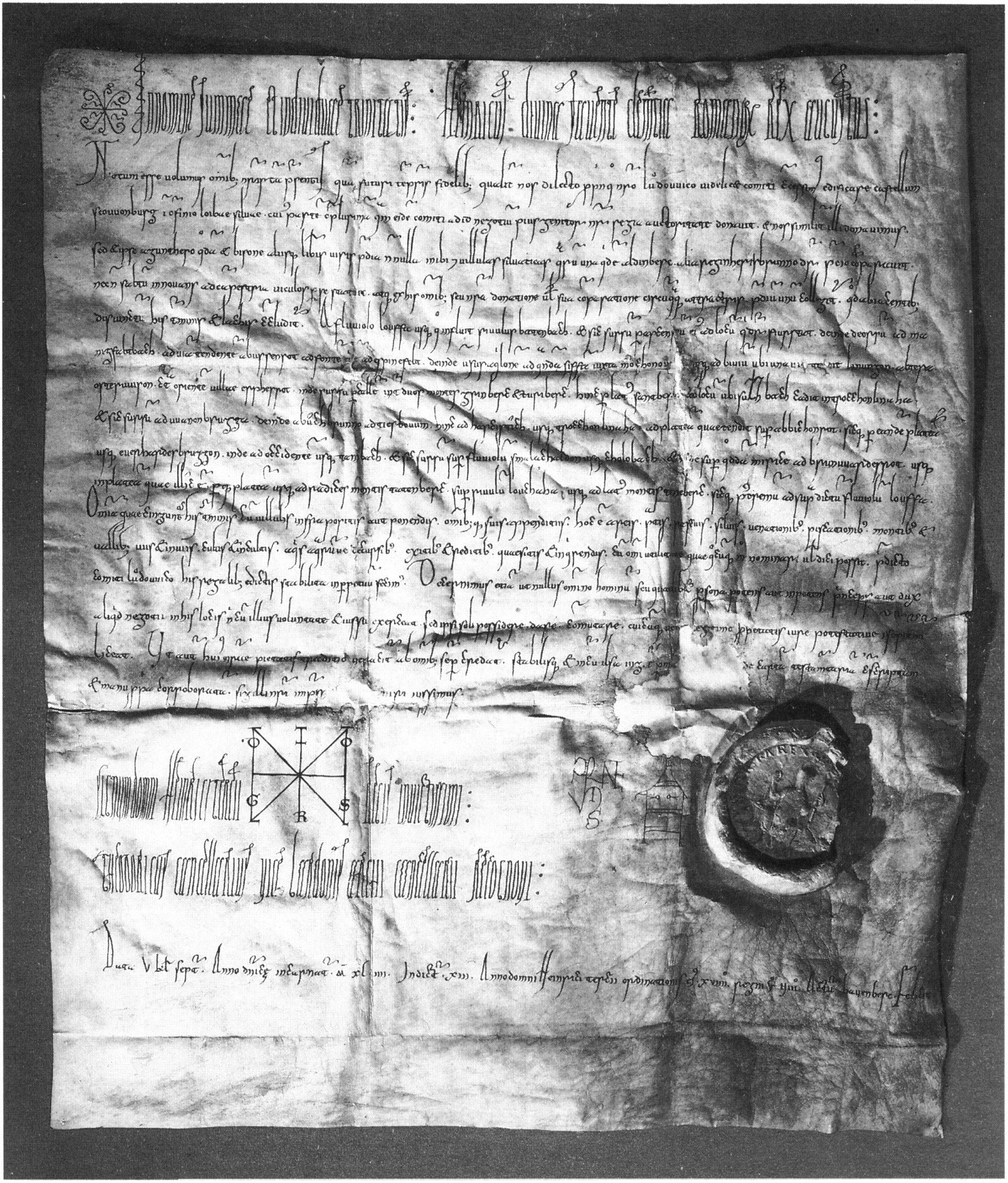
L'atto del re Enrico III che attesta i diritti di Luigi in Turingia.

Luigi arrivò in Turingia intorno al 1034 e si stabilì a nord della selva di Turingia, attorno al castello ormai quasi completamente fatiscente di Schauenbourg vicino a Friedrichroda, da dove controllava la strada che portava da Gotha sulle montagne a Smalcalda a sud-ovest. Eresse e fondò un insieme di fortezze e villaggi nella regione, tra cui la città di Friedrichroda. I suoi diritti furono confermati da un atto del re Enrico III emesso il 28 agosto 1044 a Bamberga. Dalla sua residenza, Luigi aumentò i suoi possedimenti lungo il fiume Hörsel verso la regione di Eisenach nel nord-ovest.
Il 27 aprile 1039 riceve per i suoi feudi il titolo di conte (Graf). All'epoca Luigi aveva sposato Cecilia, contessa di Turingia ed ereditiera dei possedimenti di Sangerhausen. Essa potrebbe essere appartenuta alla nobile famiglia dei Goseck, conti palatini di Sassonia, sorella di Bruno, vescovo di Minden, e di un certo canonico Hamezo, nominato vescovo di Halberstadt dall'imperatore Enrico IV nel 1085; ma è anche nota per essere stata la nipote dell'imperatrice Gisella di Svevia, moglie di Corrado II: essa era infatti figlia di Bertoldo, conte di Sangerhausen, e di Gisella, figlia di Bruno I di Brunswick e appartenente alla dinastia dei Brunonidi, dinastia forse discendente dai Liudolfingi. Questo gli diede 7.000 acri come regalo di nozze.
Secondo la dubbiosa Cronica Reinhardsbrunnensis, scritta nel monastero di Reinhardsbrunn (Friedrichroda) nella seconda metà del XII secolo, Luigi morì attorno al 1080 a Magonza. Al servizio funebre partecipò anche l'imperatore Enrico III. Secondo l'Historia Brevis Principum Thuringiæ, venne sepolto nella chiesa dell'abbazia di Sant'Albano, di fronte a Magonza.

## Famiglia e figli
Luigi il Barbuto sposò Cecilia di Sangerhausen, figlia di Bertoldo, conte di Sangerhausen, e di Gisella, figlia di Bruno I di Brunswick e appartenente alla dinastia dei Brunonidi, dinastia forse discendente dai Liudolfingi. Essi ebbero secondo la dubbiosa Cronica Reinhardsbrunnensis:
- Luigi il Saltatore (1042-1123), conte in Turingia;
- Berengario (1056/1057-prima del 25 luglio 1110), conte di Sangerhausen; sposò Bertrada di Wettin, figlia di Corrado, conte di Wertin (figlio di Teodorico I di Lusazia) e della moglie Othildis di Katlenberg († 1145); essi ebbero Corrado, Cunegonda e altre tre figlie;[1]
- Ildegarda, che sposò Poppo I, conte di Henneberg, ucciso il 7 agosto 1078 nella battaglia di Mellrichstadt accanto a Enrico IV combattendo le forze dell'anti-re Rodofo di Rheinfelden; Ildegarda si risposò poi con Thimo II di Nordeck;[1]
- Uta, moglie di Teodorico, conte di Lindenbach;[1]
- Adelaide, moglie di Luigi I, conte di Wippra;essi ebbero un figlio, Luigi, che sposò Matilde;[1]
- Teodorico di Lora[senza fonte].